# Alvis (mythologie)

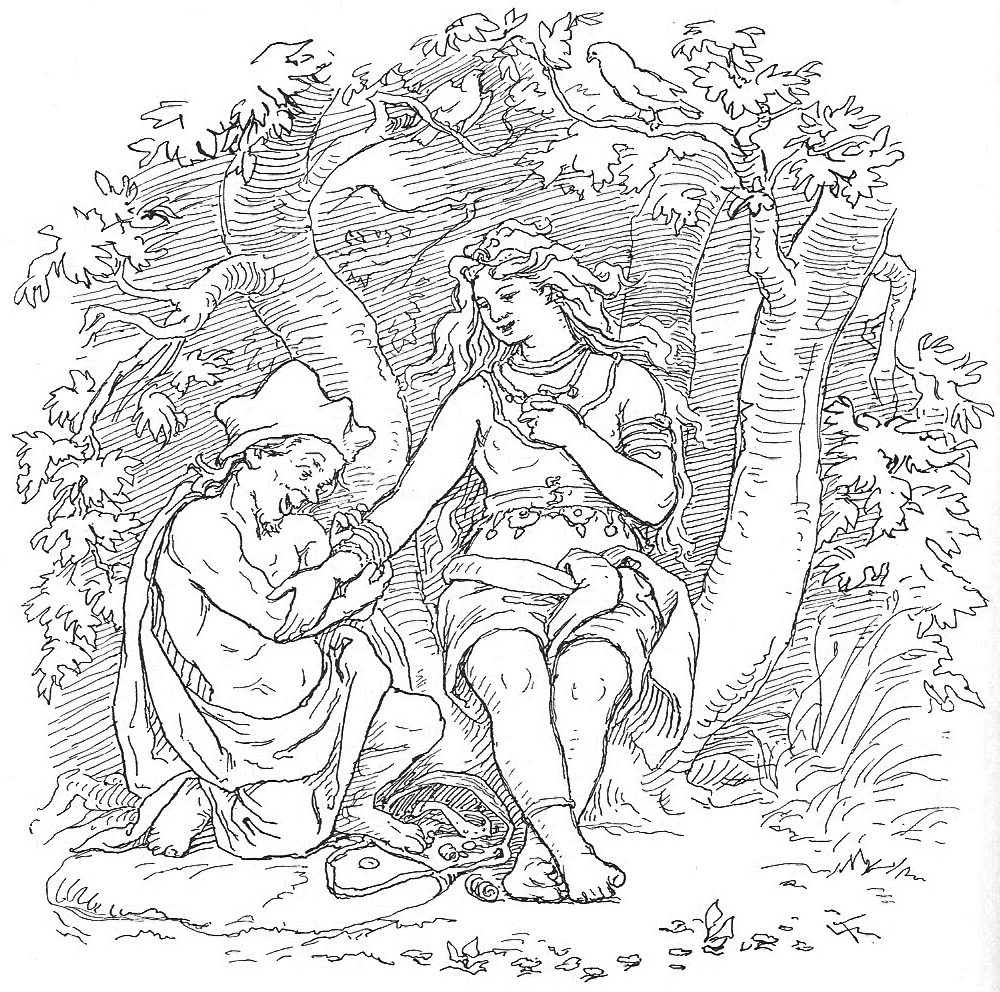
Alvis doet een ring om de arm van Þrúðr, 1895

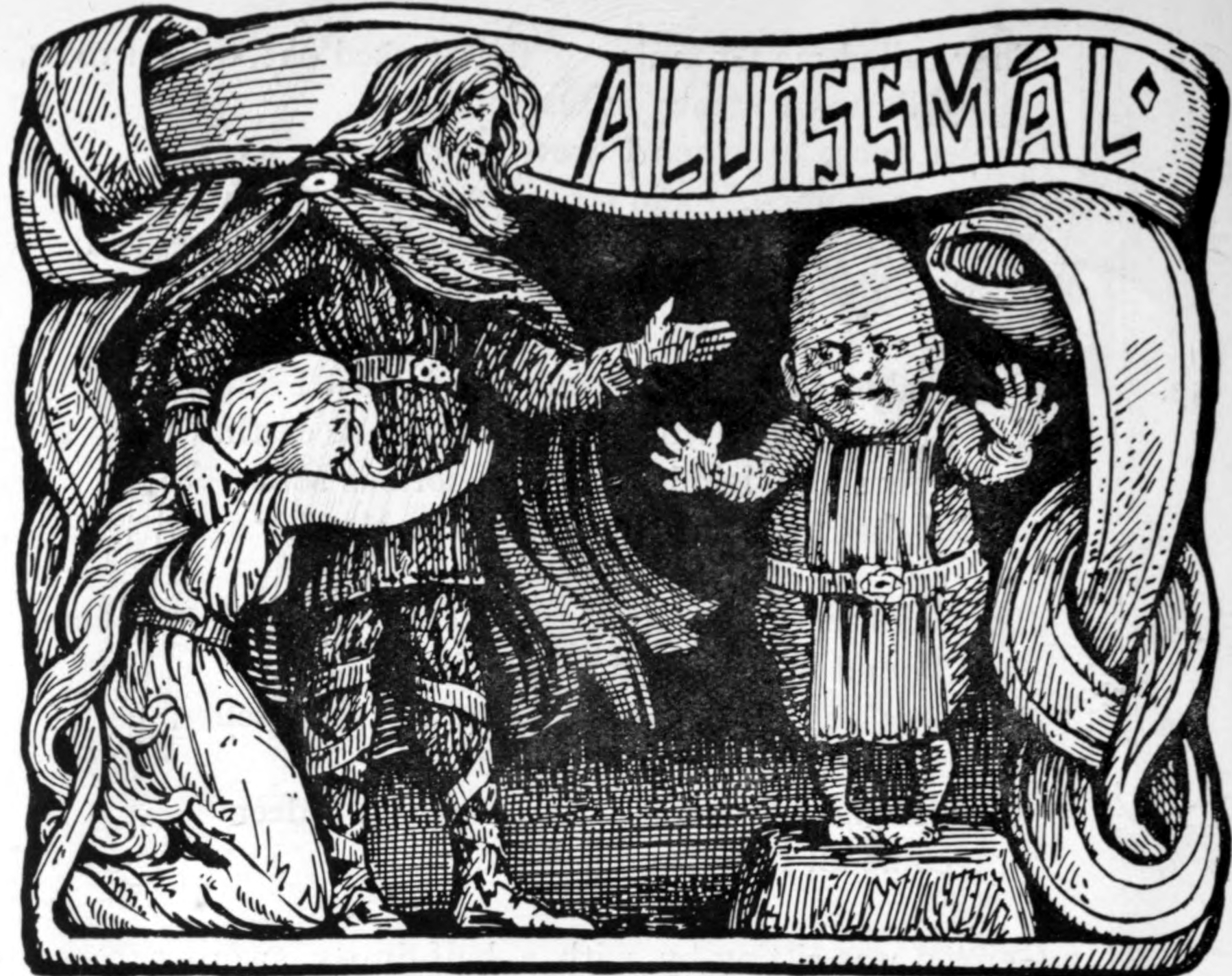
Thor houdt zijn dochter Þrúðr vast terwijl hij met Alvis converseert

In het Alvíssmál, een lied uit de Edda wordt Alvis (of Alwis) als alwetende dwerg genoemd en aangesproken door Thor om hem een deel functionele kennis door te geven. Het gaat dan om de namen van alle mogelijke mythische begrippen, maar vooral om de synoniemen daarvan, waarmee die in verschillende omgevingen en omstandigheden worden aangeduid.
Thors dochter, Thrud, was aan Alvís beloofd, maar Thor bedacht een plan om dat huwelijk te voorkomen. Hij vertelde Alvís dat hij vanwege zijn geringe lengte zijn wijsheid eerst moest bewijzen. Alvís stemde daarin toe, maar Thor liet het testen duren tot na zonsopgang. Alle dwergen veranderden in steen als ze aan zonlicht werden blootgesteld, dus versteende Alvís en Thrud bleef ongehuwd.